# Miguel Rivera Mora
Miguel Rivera Mora (Málaga; 8 de mayo de 1961), más conocido como Miguel Rivera, es un entrenador español.

## Trayectoria

### Entrenador
Miguel Rivera Mora empezó en el mundo de los banquillos en la Tercera División dirigiendo al CF Antequera-Puerto Malagueño, también en la misma categoría entrenó al Juventud de Torremolinos Club de Fútbol, más tarde al Málaga Club de Fútbol B dando el salto a la Segunda División B para entrenar al CD Linares, Torredonjimeno CF, FC Cartagena, Unión Deportiva Melilla, Águilas CF, Écija Balompié y Granada 74, del que fue cesado el 29 de enero de 2009.
Para la temporada 2009/10 entrenó al Caravaca CF. Tras cuajar una gran temporada en el Caravaca CF, que era un recién ascendido en la categoría, se marcha al término de la misma.
En la temporada 2010-2011 entrenó al Club Deportivo Leganés, pero en enero de 2011 fue destituido de su cargo cuando el equipo iba segundo en la tabla.
En enero de 2012 firma como entrenador del Écija Balompié para intentar evitar el descenso a Tercera División, cosa que consigue en la última jornada de liga. En enero de 2014 firma con el Unión Deportiva Almería "B", tras la destitución de Juan Carlos Cintas.
El 4 de abril de 2015, y tras la destitución de Juan Ignacio Martínez, es nombrado entrenador interino de la primera plantilla de la UD Almería, dirigiendo al equipo hasta la llegada de Sergi Barjuan. Luego regresó al Almería "B" y lo llevó a la promoción de ascenso a la Liga Adelante.
El 3 de octubre de 2015, es nombrado de nuevo entrenador interino de la UD Almería debido a la destitución de Sergi Barjuan, cargo que ocupó durante dos semanas. Posteriormente, volvió al filial almeriense hasta su despido el 20 de diciembre de 2015, tras 10 jornadas sin ganar.
El 29 de junio de 2016, sustituye a Antonio José García Muñoz 'Torres' siendo así nuevo entrenador del club Linares Deportivo.
En marzo de 2016, es cesado por la actual directiva, la cual justifica su despido por 'malos resultados' cosechados en la 2ª vuelta del Campeonato de Liga de Segunda División B en el Grupo IV.
Rivera es un técnico con una dilatada trayectoria, especialmente en el fútbol andaluz y murciano. Ha entrenado al Puerto Malagueño, el C.D. Linares, Torredonjimeno C.F., F.C. Cartagena, Unión Deportiva Melilla, Águilas C.F., Écija Balompié, Granada 74, Caravaca CF, C. D. Leganés, Écija Balompié y la U.D. Almería B.
En septiembre de 2017, se convierte en entrenador del Real Valladolid Club de Fútbol "B" de Segunda División B, en sustitución de Carlos Pérez Salvachúa, que dejó la entidad blanquivioleta. El 8 de octubre de 2019, se hace oficial la contratación como entrenador del UCAM Murcia Club de Fútbol de Segunda División B hasta el final de la temporada 2019-20, en sustitución de Rubén Albés, destituido días antes debido a los malos resultados.
En enero de 2020 es cesado del UCAM Murcia Club de Fútbol tras sumar 16 puntos de 39 posibles.
El 17 de marzo de 2021, se convierte en entrenador de la Asociación Deportiva Mérida de la Segunda División B de España hasta final de la temporada, sustituyendo a Dani Mori.
El 22 de febrero de 2022, firma como entrenador de la UD Melilla de la Segunda División RFEF, para sustituir a Manuel Herrero Galaso hasta el final de la temporada. Miguel continuaría en el conjunto melillense en la temporada 2022-23, al que lograría ascender a la Primera División RFEF.
El 22 de octubre de 2023, deja de ser entrenador de la UD Melilla de la Primera División RFEF, en la jornada 9 debido a los pobres resultados cosechados.
En la temporada 2024-25, firma como entrenador de la Real Balompédica Linense, del Grupo 4 de la Segunda Federación, al que dirige hasta el 8 de octubre de 2024, cuando sería destituido.

## Clubes
| Club                     | País   | Año       |
| ------------------------ | ------ | --------- |
| Antequera CF             | España | 1995-1996 |
| Juventud Torremolinos    | España | 1996-1997 |
| Atlético Malagueño       | España | 1997-1998 |
| Torredonjimeno CF        | España | 1999-2001 |
| CD Linares               | España | 2001-2002 |
| FC Cartagena             | España | 2002-2003 |
| UD Melilla               | España | 2003-2004 |
| Écija Balompié           | España | 2004-2007 |
| Águilas CF               | España | 2007-2008 |
| Granada 74 CF            | España | 2008-2009 |
| Caravaca CF              | España | 2009-2010 |
| CD Leganés               | España | 2010-2011 |
| Écija Balompié           | España | 2012-2013 |
| UD Almería B             | España | 2014-2015 |
| UD Almería               | España | 2015      |
| Linares Deportivo        | España | 2016-2017 |
| Real Valladolid Promesas | España | 2017-2019 |
| UCAM Murcia              | España | 2019-2020 |
| AD Mérida                | España | 2021      |
| UD Melilla               | España | 2022-2023 |
| Balompédica Linense      | España | 2024      |